# Roth-Steyr M1907
Die Roth-Steyr M1907 war eine Armeepistole im Dienst der kaiserlichen und königlichen Armee Österreich-Ungarns.

## Geschichte und Technik
Mit ihrer Einführung im Jahr 1907 war sie eine der ersten Pistolen, die überhaupt Ordonnanz einer Streitkraft wurde. Die Roth-Steyr ersetzte die Rast & Gasser-Revolver und war vor allem für die Kavallerie vorgesehen. Für diesen Einsatz schrieb das k.u.k. Militär besondere Konstruktionsmerkmale vor. Es sollte verhindert werden, dass sich ungewollt Schüsse aus einer Waffe lösten, die ein berittener Soldat mit sich führte, selbst wenn sein Pferd scheute. Dazu gehörte, dass die M1907 über keinen Hahn verfügte. Stattdessen wurde beim Durchladen der Pistole die Schlagbolzenfeder etwas gespannt, der Schlagbolzen rastete dann zunächst ein. Die vollständige Spannung bewirkte erst das Betätigen des militärisch harten Abzuges. Dies war jedoch kein Double-Action-System, im Falle eines Zündversagers musste die Waffe mittels des Knaufes erneut gespannt werden. Dieses Abzugssystem wurde für moderne hahnlose Polymerwaffen wie die Glock wieder aufgegriffen.
Typisch für Steyr-Pistolen jener Zeit war das fest im Griffstück integrierte Magazin, das mit Ladestreifen befüllt werden musste. Zum Laden diente der Knauf am Ende der Waffe. Der sehr lange Verschluss ähnelt nur wenig einem herkömmlichen Schlitten. Es besteht hinten aus einem (bis auf die Bohrung für den Schlagbolzen) massiven Block, vorn aus einer Hülse, die den Lauf umgibt. In den Verschluss sind spiralförmige Führungen eingearbeitet, die den Lauf beim Rückstoß um 90° drehen und so die Verriegelung aufheben. Die Konstruktion war nicht ausgereift. Es kam vor, dass sich mit der Abgabe eines Schusses gleich ein zweiter löste (Doppeln). Dieser Fehler konnte zwar behoben werden, die Fertigung bei der G. Roth AG erwies sich jedoch als zu aufwändig und wurde aufgegeben. Daraufhin entwickelte man in Steyr das Nachfolgemodell Steyr M1912 mit außen liegendem Hahn. Zur Unterscheidung wird jene Pistole auch Steyr-Hahn genannt, diese dagegen Steyr-Roth. Es wurden 80.000 bis 90.000 Stück gefertigt, zwei Drittel davon in Steyr, die anderen von Fegyvergyár (übersetzt: „Waffenfabrik“) in Budapest.